# Tratamiento superficial

Galvanoplastia de un metal con cobre en un baño de sulfato de cobre.

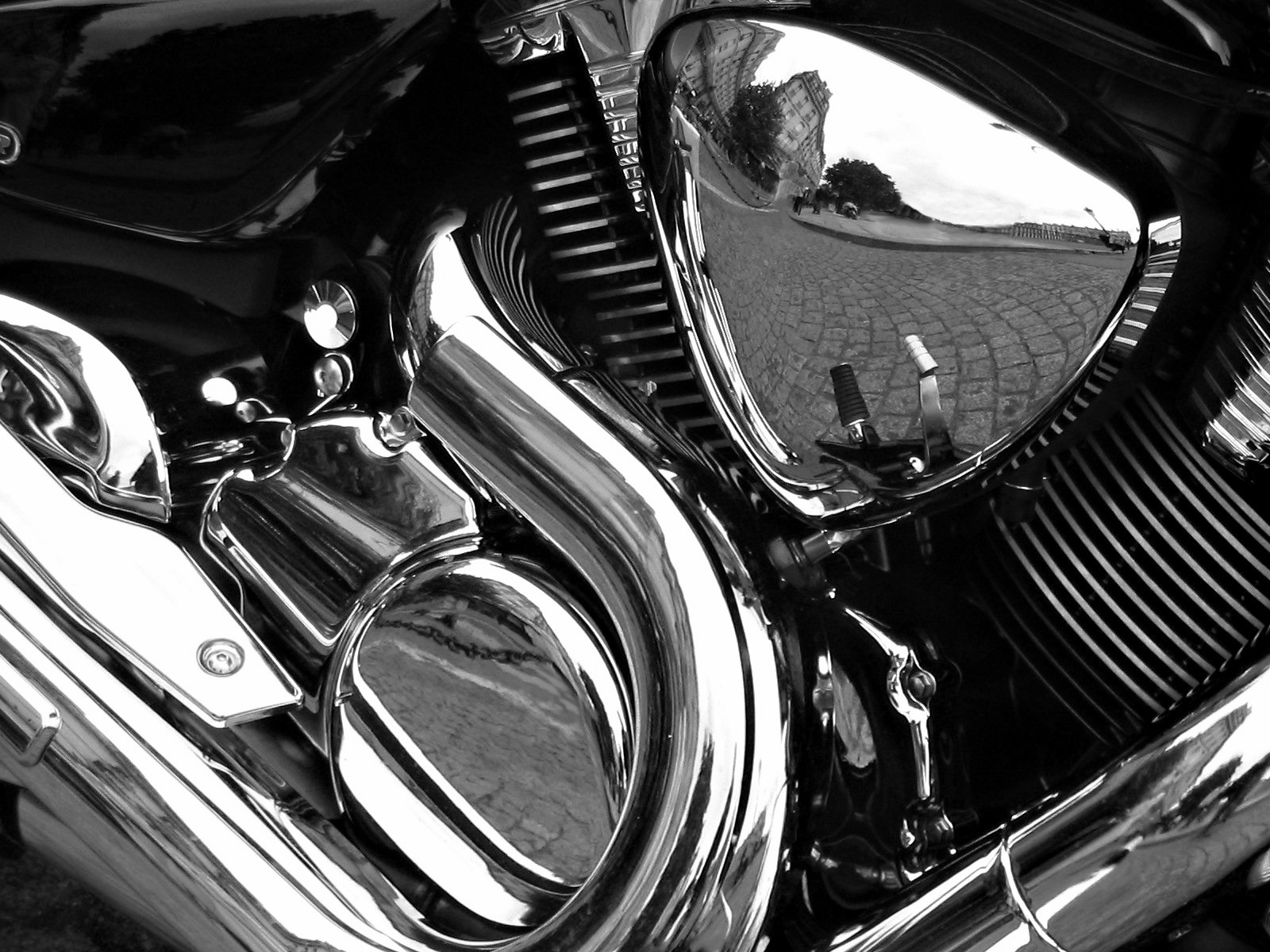
Elementos cromados de una motocicleta.

Un tratamiento superficial es un proceso de fabricación que se realiza para dar unas características determinadas a la superficie de un objeto.  En algunos casos el proceso  puede tener la finalidad adicional de lograr que el producto entre en especificaciones dimensionales.

## Objetivos
Antiguamente, el acabado se comprendía solamente como un proceso secundario en un sentido literal, ya que en la mayoría de los casos sólo tenía que ver con la apariencia del objeto u artesanía en cuestión, idea que en muchos casos persiste y se incluye en la estética y cosmética del producto.
En la actualidad, los acabados se entienden como una etapa de manufactura de primera línea, considerando los requerimientos actuales de los productos. Estos requerimientos pueden ser:
- Estética: el más obvio, que tiene un gran impacto psicológico en el usuario respecto a la calidad del producto.
- Liberación o introducción de esfuerzos mecánicos: las superficies manufacturadas pueden presentar esfuerzos debido a procesos de arranque de viruta, en donde la superficie se encuentra deformada y endurecida por la deformación plástica a causa de las herramientas de corte, causando esfuerzos en la zona superficial que pueden reducir la resistencia o inclusive fragilizar el material. Los acabados con remoción de material pueden eliminar estos esfuerzos.
- Eliminar puntos de iniciación de fracturas y aumentar la resistencia a la fatiga: una operación de acabado puede eliminar microfisuras en la superficie.
- Nivel de limpieza y esterilidad. Una superficie sin irregularidades es poco propicia para albergar suciedad, contaminantes o colonias de bacterias.
- Propiedades mecánicas de su superficie
- Protección contra la corrosión
- Rugosidad
- Tolerancias dimensionales de alta precisión

## Aplicaciones
Los tratamientos superficiales pueden emplearse, dependiendo de los fines deseados, para:
- Aumentar o controlar la dureza, obteniendo superficies más resistentes al desgaste o al rayado.
- Obtener un coeficiente de fricción adecuado en el contacto entre dos superficies, ya sea disminuyéndolo como en un cojinete o aumentándolo como en un freno.
- Disminuir la adhesión, como en contactos eléctricos en los que se pueda producir un arco eléctrico.
- Mejorar la retención de lubricantes de la superficie.
- Aumentar la resistencia a la corrosión y oxidación.
- Aumentar la resistencia mecánica.
- Reconstruir piezas desgastadas.
- Controlar las dimensiones o la rugosidad.
- Proporcionar características decorativas, como color o brillo.

En función del material, pueden obtenerse unas características u otras dependiendo del tipo de tratamiento empleado.

## Tipos de tratamientos superficiales

### Tratamientos mecánicos
Entre los tratamientos mecánicos más comunes están los siguientes:
- Granallado
- Impacto con chorro de arena
- Impacto con láser
- Bruñido
- Endurecimiento por explosivos
- Revestimiento mecánico

#### Remoción de material
Hay varios procesos para remover material de la superficie, desde la limpieza superficial hasta el decapado, el mecanizado por arranque de viruta o por abrasión o la electroerosión. También existen procesos para eliminar ciertos elementos de una base metálica, como la descarburación o la desfosforación.

### Tratamientos térmicos superficiales
Muchos tratamientos térmicos pueden hacerse a nivel superficial, cambiando las propiedades hasta una profundidad determinada sin afectar al material del interior de una pieza. Algunos ejemplos son: recocido, temple, revenido, maduración y bonificado.

### Revestimiento o deposición de material
Los procesos de revestimiento o deposición de material se emplean para recubrir superficies para obtener unas características determinadas como resistencia al desgaste o a la corrosión, o para reconstruir piezas.
La galvanoplastia y la galvanización: son procesos electrolíticos, mecánicos o de inmersión mediante los cuales se adhiere una capa superficial de otro metal resistente a la corrosión. El tipo de metal de la capa protectora suele dar nombre al proceso. Por ejemplo: cincado, con zinc; cobrizado, con cobre; niquelado, con níquel; cromado, con cromo o estañado (obtención de hojalata), con estaño.
Otros materiales que se pueden aplicar por galvanoplastia son el oro, la plata, el platino o el rodio.

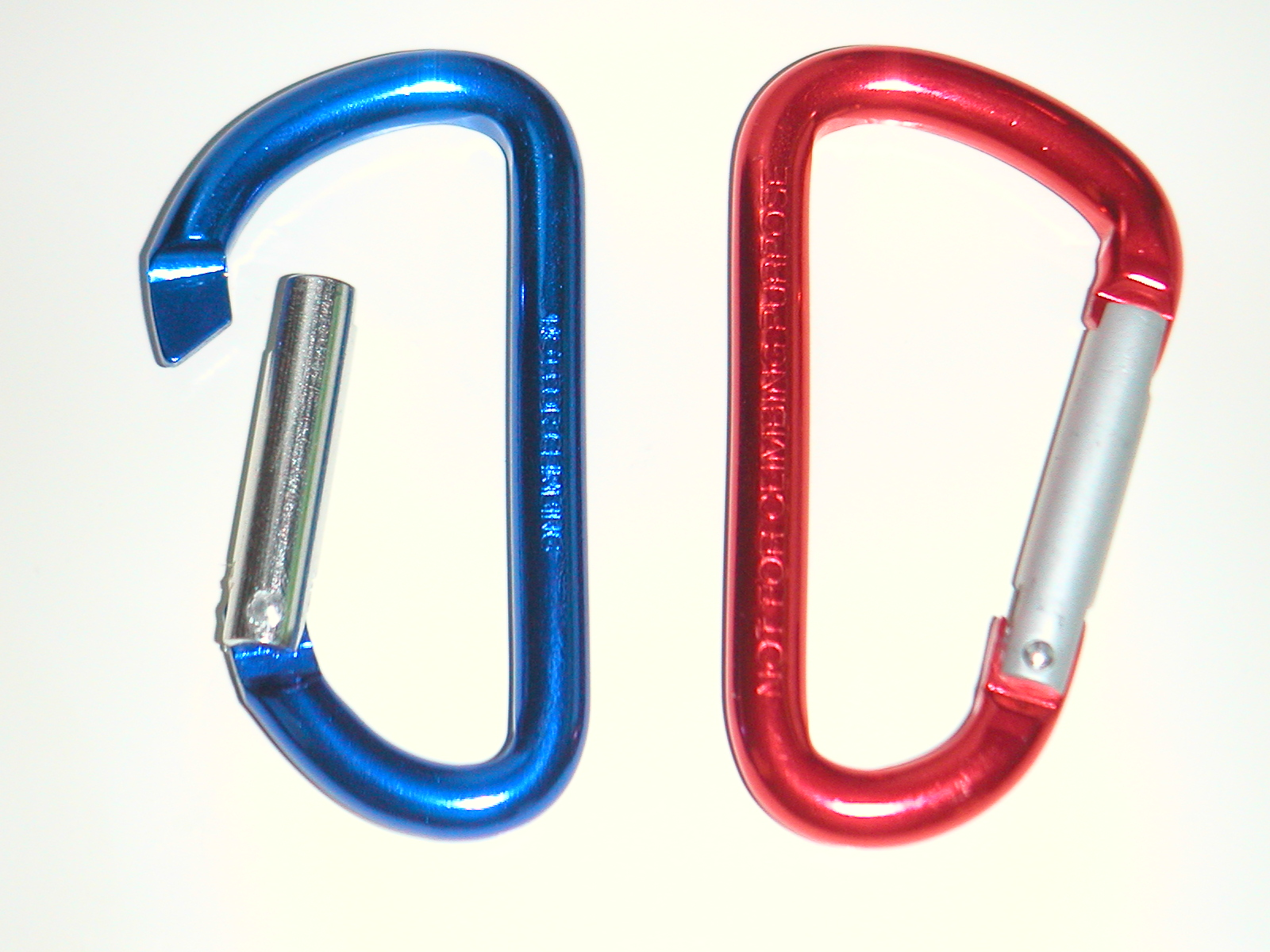
Estos mosquetones tienen una superficie en aluminio anodizado, pudiendo tener diversos colores.

- Rociado térmico, metalizado o proyección térmica con llama.
- Deposición de vapor
- Implantación iónica
- Electrodeposición
- Electroformado
- Inmersión en baño de metal fundido

Otros procesos de revestimiento o deposición de material son:
- Revestimiento por difusión: son procesos termoquímicos como la  cementación (C), la nitruración (Ni), la cianuración (CN), la carbonitruración (C y N) o la sulfinización (S).
- Anodizado: oxidación superficial mediante adsorción del oxígeno de una solución ácida para generar una capa de protección formada por óxido del metal. Este proceso se puede emplear en metales en los que la capa de óxido del metal de la pieza constituye una barrera eficaz contra una ulterior corrosión, como en el caso del aluminio o del titanio. Pueden usarse colorantes orgánicos.
- Recubrimiento de conversión
- Pavonado: aplicación de una capa superficial de óxido abrillantado, compuesto principalmente por óxido férrico (Fe2O3).
- Esmaltado y recubrimiento cerámico u orgánico
- Pintura. Existen varios tipos de pintura anticorrosiva; entre los que se encuentran aquellos compuestos con una base de minio de plomo.
- Encerado.